# 돈 리클스
돈 리클스(Don Rickles, 1926년 5월 8일 ~ 2017년 4월 6일)는 미국의 희극인이자 배우이다.

## 출연 작품
- 토이스토리 4 - 미스터 포테이토 헤드 역
- 토이스토리 3 - 미스터 포테이토 헤드 역
- 토이스토리 2 - 미스터 포테이토 헤드 역
- 토이스토리 - 미스터 포테이토 헤드 역